# Visst nappar det
Visst nappar det var ett fiskeprogram som sändes i Sveriges Television, med Bengt Öste och Larz-Thure Ljungdahl som programledare. Första programmet sändes 16 mars 1980 och serien återkom sedan i flera omgångar fram till i början av 1990-talet.